# Kostermansia malayana
Genre
Espèce
Classification phylogénétique
Statut de conservation UICN

 VU B1+2c : Vulnérable
Kostermansia malayana est une espèce de plantes à fleurs de la famille des Bombacaceae ou des Malvaceae selon la classification phylogénétique. Elle est la seule espèce du genre Kostermansia.

## Nom commun
Malais: Durian Tuang ou Krepal

## Répartition
Kostermansia malayana est originaire des forêts de basse altitude de Malaisie.
L'espèce est classée comme vulnérable (IUCN)

## Description
C'est un arbre atteignant 40 mètres de hauteur.

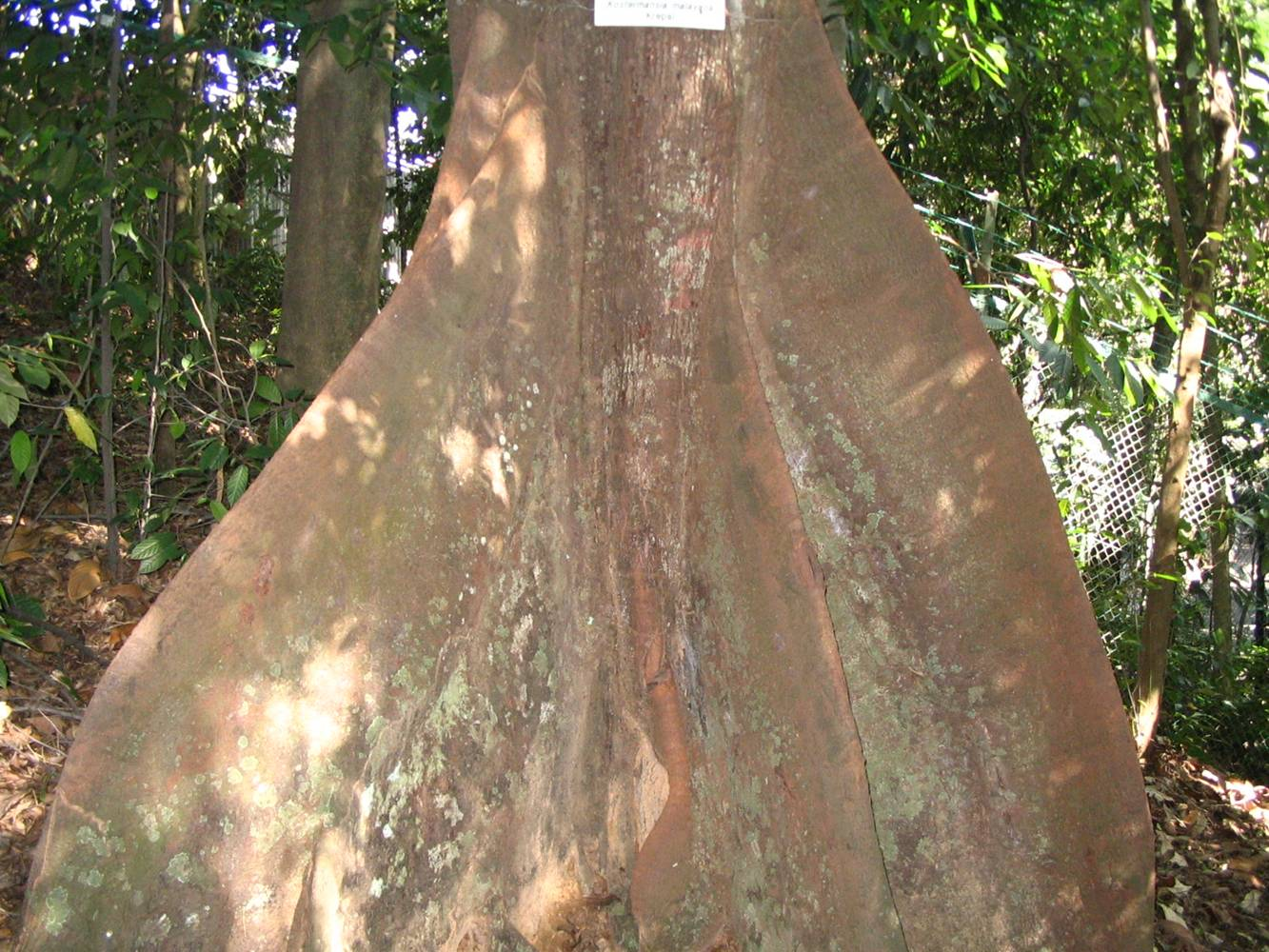
Base du tronc de Kostermansia malayana.
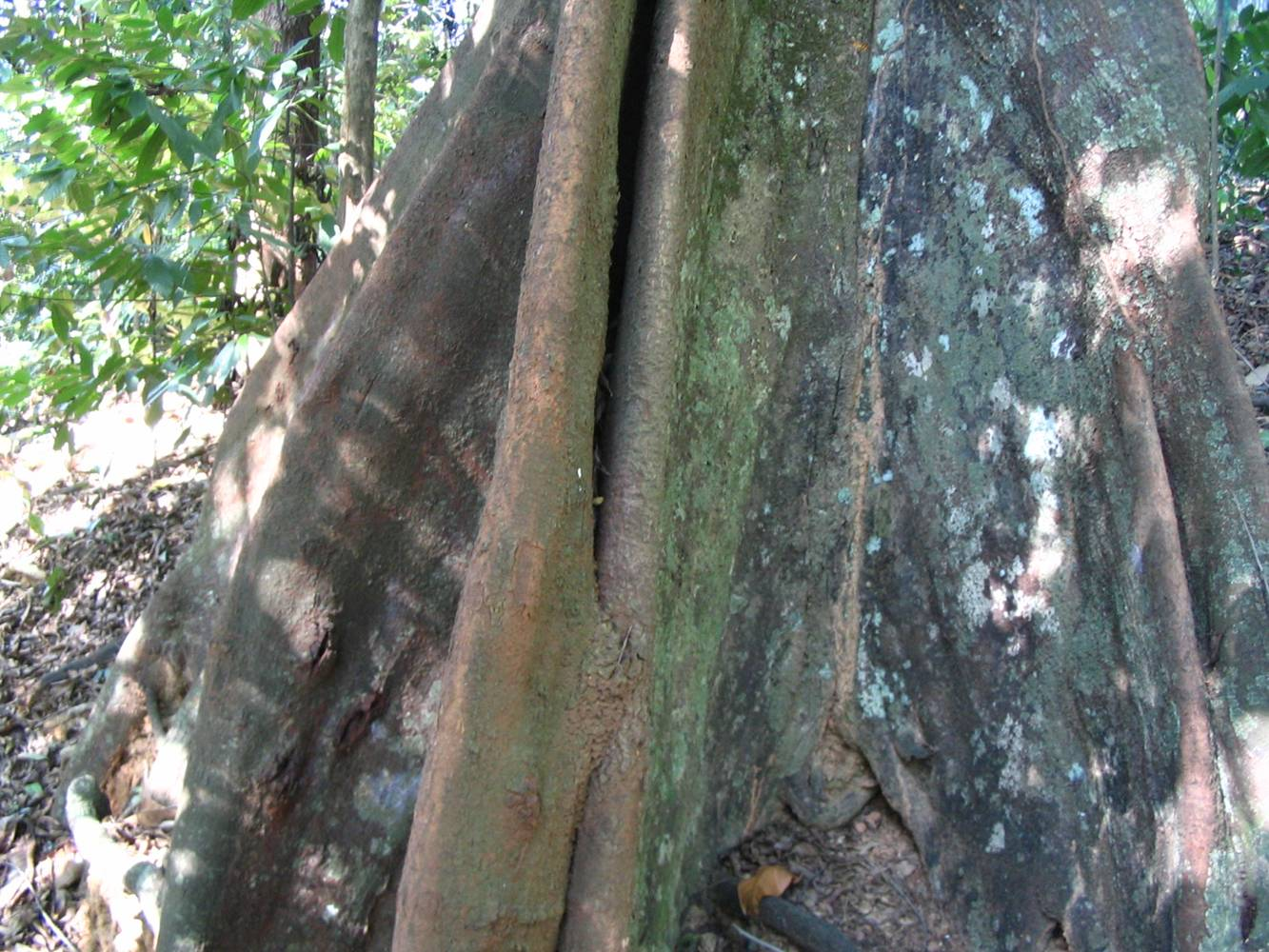
Profil de "racines en voile".